# Уорпд Тур
Уорпд Тур (на английски: Warped Tour) е ежегоден международен музикален фестивал, създаден в САЩ през 1995 г., включващ екстремни спортове.

## История
Производителят на обувки за скейтборд Ванс е сред основните спонсори на фестивала от 1995 г. и мероприятието е известно също и като Ванс Уорпд Тур.
Посещаван е от средно между 10 и 30 хил. души на всяка дата от фестивала, като в последните години на него участват около 100 музикални групи на всяко шоу. Всяко шоу трае цял ден от около 11:00 ч. до 21:00 ч., като групите забиват едновременно на около 10 различни сцени. По-известните групи свирят на двете основни сцени.
Фестивалът започва като скейт пънк и ска фестивал, но в последните години участват предимно пост-пънк, поп-пънк и метълкор групи.
Уорпд Тур през 2007 г. в САЩ и Канада е планиран да се проведе между 29 юни и 25 август, като започва в Помона (Калифорния) и завършва в Карсън (Калифорния).